# The Pretenders
The Pretenders sind eine britisch-amerikanische Rockband, die 1978 von Chrissie Hynde gegründet wurde.

## Geschichte

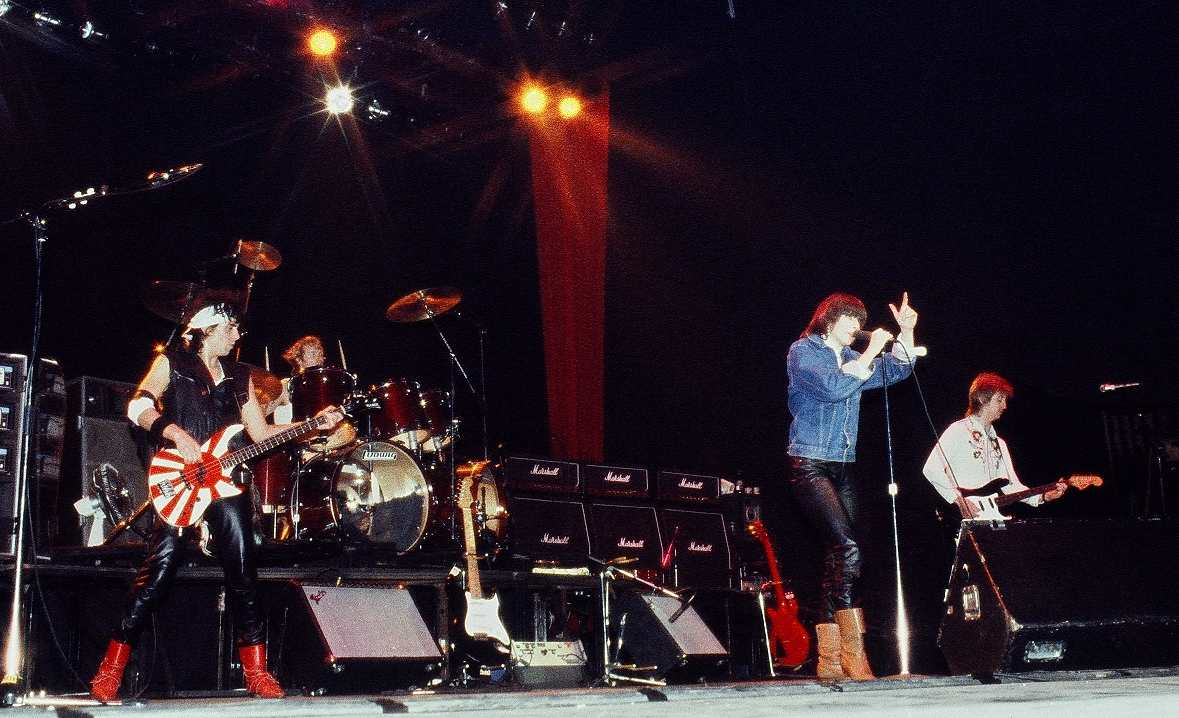
The Pretenders (1981)

Die Anfangsbesetzung bestand aus Hynde, James Honeyman-Scott, Pete Farndon und Martin Chambers. Die Benennung der Band erfolgte nach dem Song The Great Pretender von The Platters, wobei Hynde „die Version von Sam Cooke im Ohr hatte“, als sie der Band den Namen gab.
Die erste veröffentlichte Single, Stop Your Sobbing, war eine Coverversion eines Kinks-Songs. Sie wurde von Nick Lowe produziert und erreichte, ebenso wie die zweite Single Kid, Platz 33 der britischen Charts. Die dritte Single Brass in Pocket schaffte es 1979 bis auf Platz 1. Ende 1979 spielten die Pretenders bei den Concerts for the People of Kampuchea.
Im Januar 1980 erschien das Debütalbum Pretenders, das sich insbesondere in den USA gut verkaufte und von der Kritik sehr gelobt wurde:

„Es ist ein tiefgründiges, lohnendes Album, dessen wichtigster Wert seine pure Energie darstellt. Pretenders ist schneller und härter als die meisten Rockscheiben und enthält eine nicht enden wollende Reihe von Melodien, Hooklines und ansteckenden Rhythmen in den 12 Songs. Wenige Alben, geschweige denn Debüts, machen so überraschend süchtig.“

Das namenlose zweite Album von 1981 sowie die Singles Talk of the Town, Message of Love und I Go to Sleep hatten ähnliche Erfolge. Auf einer USA-Tournee im selben Jahr verletzte sich Chambers eine Hand, im Dezember die andere, weshalb viele Konzerte abgesagt werden mussten.
Am 14. Juli 1982 wurde Farndon wegen seiner Heroinabhängigkeit von der Band gefeuert, zwei Tage später starb Honeyman-Scott an einer Überdosis Kokain und Heroin. Dadurch erzwungen, kam es zu einigen Besetzungswechseln. Als Ersatz für Farndon kam zunächst Tony Butler, der jedoch bald darauf die Band wieder verließ, um sich Big Country anzuschließen. Sein Nachfolger wurde Malcolm Foster. Statt Honeyman-Scott kam erst Billy Bremner von Rockpile, dann Mick Green und schließlich Robbie McIntosh. Farndon starb im April 1983.
Anfang 1983 kam die Single Back on the Chain Gang auf den Markt, die Honeyman-Scott gewidmet ist und den Sprung auf Platz 17 in Großbritannien schaffte. Ende des Jahres wurde 2000 Miles veröffentlicht, das auf der LP Learning to Crawl (1984) zu hören war. Auch dieser Song wurde zu Ehren von Honeyman-Scott geschrieben und schaffte es ebenfalls in die Top 20. Als Singles wurden weiterhin Middle of the Road und Show Me ausgekoppelt. 1985 wirkten die Pretenders bei Live Aid mit.
Auf der von Jimmy Iovine produzierten 1986er LP Get Close spielten Hynde, McIntosh, T. M. Stevens (Bass) und Blair Cunningham (Schlagzeug). Als Singles erschienen Don’t Get Me Wrong, Hymn to Her und If There Was a Man (nicht aus dem Album, sondern dem 1987er James-Bond-Film Der Hauch des Todes).
1987 kam der Keyboarder Bernie Worell zur Band. Außerdem erschien der Sampler The Singles.
1990 erschien Packed! mit Gaststars wie Johnny Marr (The Smiths), Tim Finn (Crowded House), Dominic Miller (Sting) und den Singles Never Do That und Sense of Purpose.
Erst 1994 kam The Last of the Independents auf den Markt, auf dem Hynde, Chambers, McIntosh, Andy Hobson (Bass) und Adam Seymour (Gitarre) spielten und von der I’ll Stand by You, Night in My Veins und 977 als Singles ausgekoppelt wurden. 1995 wurde das Live-Album The Isle of View veröffentlicht.
Das 1999er Album Viva el Amor bekam ausgezeichnete Kritiken. Außerdem erschienen die LP Loose Screw (2002) und die Single The Losing (2003). 2005 wurden die Pretenders in die Rock and Roll Hall of Fame aufgenommen. Im Oktober 2008 erschien dann Break Up the Concrete. Das Album erschien 2009 noch einmal auf dem Markt, ergänzt um eine 22 Songs umfassende „Best of“-CD. Chrissie Hynde benutzte für „Break up the Concrete“ jedoch den Bandnamen nur als Vehikel für ein verkapptes Soloalbum und spielte es mit lauter Musikern ein, die nie Pretenders-Mitglieder waren.
Auf der Tour 2016/17 begleitete Stevie Nicks die Pretenders.

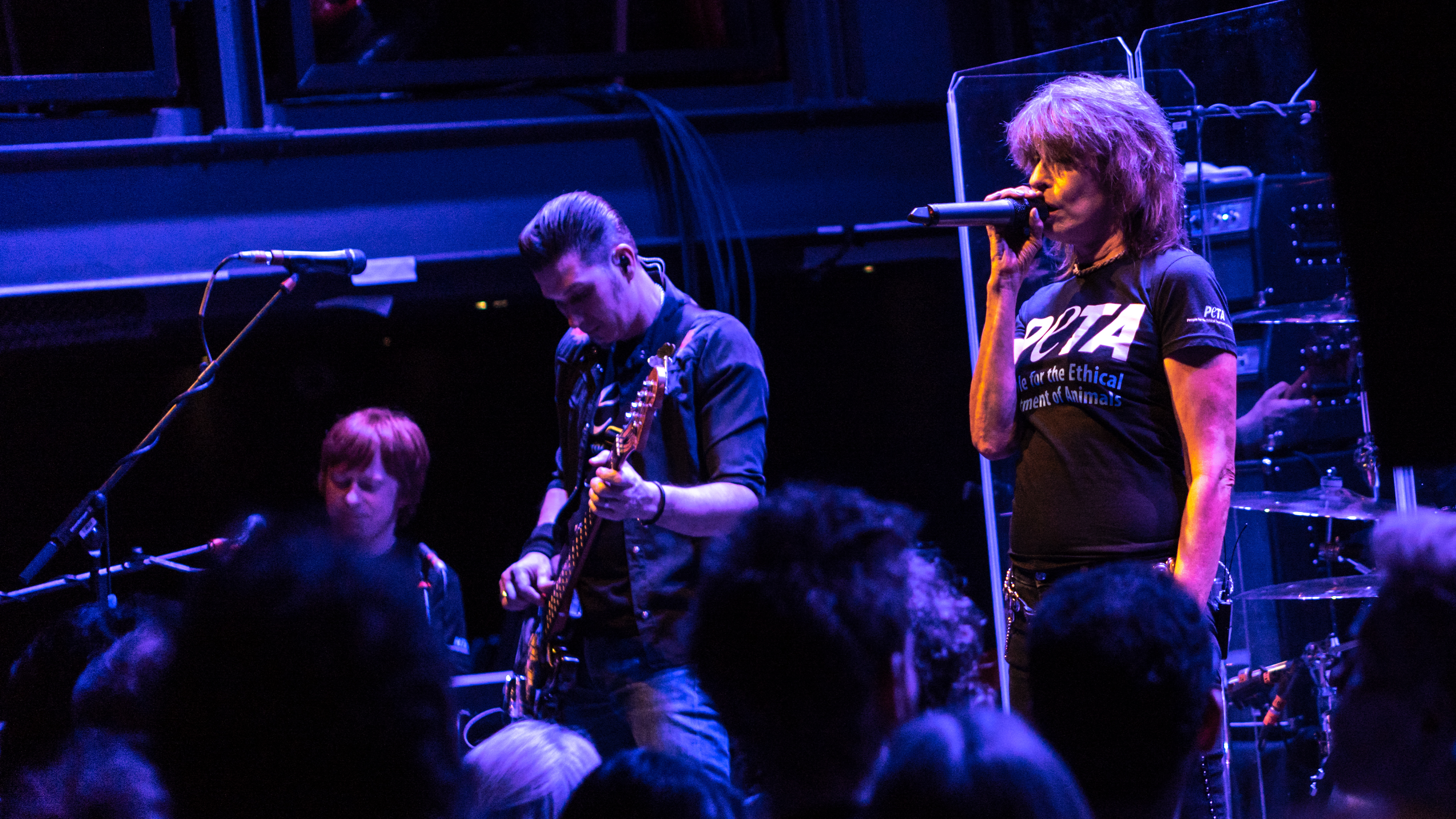
The Pretenders (2018)

Am 21. Oktober 2016 erschien das Album Alone. Im März 2020 wurde die Vorabsingle The Buzz zum Album Hate for Sale veröffentlicht. Das Album wurde von Chrissie Hynde und James Walbourne geschrieben. Produzent war Stephen Street, der auch die Band Blur produziert.

## Diskografie

### Studioalben
| Jahr | Titel                    | Höchstplatzierung, Gesamtwochen, AuszeichnungChartplatzierungen (Jahr, Titel, Platzierungen, Wochen, Auszeichnungen, Anmerkungen) | Höchstplatzierung, Gesamtwochen, AuszeichnungChartplatzierungen (Jahr, Titel, Platzierungen, Wochen, Auszeichnungen, Anmerkungen) | Höchstplatzierung, Gesamtwochen, AuszeichnungChartplatzierungen (Jahr, Titel, Platzierungen, Wochen, Auszeichnungen, Anmerkungen) | Höchstplatzierung, Gesamtwochen, AuszeichnungChartplatzierungen (Jahr, Titel, Platzierungen, Wochen, Auszeichnungen, Anmerkungen) | Höchstplatzierung, Gesamtwochen, AuszeichnungChartplatzierungen (Jahr, Titel, Platzierungen, Wochen, Auszeichnungen, Anmerkungen) | Anmerkungen                                                                              |
| Jahr | Titel                    | DE | AT | CH | UK | US | Anmerkungen                                                                              |
| ---- | ------------------------ | --- | --- | --- | --- | --- | ---------------------------------------------------------------------------------------- |
| 1979 | Pretenders               | — | — | — | UK1 Gold · (36 Wo.)UK | US9 Platin · (78 Wo.)US | Erstveröffentlichung: 27. Dezember 1979                                                  |
| 1981 | Pretenders II            | — | — | — | UK7 Silber · (26 Wo.)UK | US10 Gold · (19 Wo.)US | Erstveröffentlichung: 15. August 1981                                                    |
| 1984 | Learning to Crawl        | DE38 (10 Wo.)DE | — | CH30 (1 Wo.)CH | UK11 Gold · (16 Wo.)UK | US5 Platin · (42 Wo.)US | Erstveröffentlichung: 7. Januar 1984                                                     |
| 1986 | Get Close                | DE33 (22 Wo.)DE | — | CH22 (3 Wo.)CH | UK6 Gold · (28 Wo.)UK | US25 Gold · (29 Wo.)US | Erstveröffentlichung: 4. November 1986                                                   |
| 1990 | Packed!                  | DE48 (9 Wo.)DE | — | — | UK19 Silber · (5 Wo.)UK | US48 (9 Wo.)US | Erstveröffentlichung: 22. Mai 1990                                                       |
| 1994 | Last of the Independents | DE42 (10 Wo.)DE | AT36 (1 Wo.)AT | CH26 (12 Wo.)CH | UK8 Gold · (14 Wo.)UK | US41 Gold · (22 Wo.)US | Erstveröffentlichung: 10. Mai 1994                                                       |
| 1999 | ¡Viva el amor!           | DE73 (3 Wo.)DE | — | — | UK32 (2 Wo.)UK | US158 (2 Wo.)US | Erstveröffentlichung: 22. Juni 1999                                                      |
| 2002 | Loose Screw              | — | — | — | UK55 (1 Wo.)UK | US179 (1 Wo.)US | Erstveröffentlichung: 12. November 2002                                                  |
| 2008 | Break Up the Concrete    | — | — | — | UK35 Gold · (2 Wo.)UK | US32 (4 Wo.)US | Erstveröffentlichung: 7. Oktober 2008 in UK als Doppelalbum inkl. The Best of Pretenders |
| 2016 | Alone                    | — | — | — | UK40 (1 Wo.)UK | US150 (1 Wo.)US | Erstveröffentlichung: 21. Oktober 2016                                                   |
| 2020 | Hate for Sale            | DE21 (2 Wo.)DE | — | CH11 (3 Wo.)CH | UK29 (1 Wo.)UK | — | Erstveröffentlichung: 17. Juli 2020                                                      |
| 2023 | Relentless               | DE43 (1 Wo.)DE | — | CH15 (1 Wo.)CH | UK25 (1 Wo.)UK | — | Erstveröffentlichung: 15. September 2023                                                 |

grau schraffiert: keine Chartdaten aus diesem Jahr verfügbar

### Livealben
| Jahr | Titel            | Höchstplatzierung, Gesamtwochen, AuszeichnungChartplatzierungen (Jahr, Titel, Platzierungen, Wochen, Auszeichnungen, Anmerkungen) | Höchstplatzierung, Gesamtwochen, AuszeichnungChartplatzierungen (Jahr, Titel, Platzierungen, Wochen, Auszeichnungen, Anmerkungen) | Anmerkungen                            |
| Jahr | Titel            | UK | US | Anmerkungen                            |
| ---- | ---------------- | --- | --- | -------------------------------------- |
| 1995 | The Isle of View | UK23 Silber · (5 Wo.)UK | US100 (5 Wo.)US | Erstveröffentlichung: 24. Oktober 1995 |

Weitere Livealben
- 2003: Loose in L.A.
- 2010: Live in London
- 2011: Live in New York City

### Kompilationen
| Jahr | Titel         | Höchstplatzierung, Gesamtwochen, AuszeichnungChartplatzierungen (Jahr, Titel, Platzierungen, Wochen, Auszeichnungen, Anmerkungen) | Höchstplatzierung, Gesamtwochen, AuszeichnungChartplatzierungen (Jahr, Titel, Platzierungen, Wochen, Auszeichnungen, Anmerkungen) | Anmerkungen                          |
| Jahr | Titel         | UK | US | Anmerkungen                          |
| ---- | ------------- | --- | --- | ------------------------------------ |
| 1987 | The Singles   | UK6 ×3Dreifachplatin · (37 Wo.)UK                                                                                                 | US69 Gold · (15 Wo.)US | Erstveröffentlichung: November 1987  |
| 2000 | Greatest Hits | UK21 Gold · (13 Wo.)UK | — | Erstveröffentlichung: September 2000 |

Weitere Kompilationen
- 2006: Pirate Radio
- 2009: The Best of Pretenders

### EPs
| Jahr | Titel         | Höchstplatzierung, Gesamtwochen, AuszeichnungChartsChartplatzierungen (Jahr, Titel, Platzierungen, Wochen, Auszeichnungen, Anmerkungen) | Anmerkungen                         |
| Jahr | Titel         | US | Anmerkungen                         |
| ---- | ------------- | --- | ----------------------------------- |
| 1981 | Extended Play | US27 (29 Wo.)US | Erstveröffentlichung: 30. März 1981 |

### Singles
| Jahr | Titel Album                                        | Höchstplatzierung, Gesamtwochen, AuszeichnungChartplatzierungen (Jahr, Titel, Album, Platzierungen, Wochen, Auszeichnungen, Anmerkungen) | Höchstplatzierung, Gesamtwochen, AuszeichnungChartplatzierungen (Jahr, Titel, Album, Platzierungen, Wochen, Auszeichnungen, Anmerkungen) | Höchstplatzierung, Gesamtwochen, AuszeichnungChartplatzierungen (Jahr, Titel, Album, Platzierungen, Wochen, Auszeichnungen, Anmerkungen) | Anmerkungen                              |
| Jahr | Titel Album                                        | DE | UK | US | Anmerkungen                              |
| ---- | -------------------------------------------------- | --- | --- | --- | ---------------------------------------- |
| 1979 | Stop Your Sobbing Pretenders                       | — | UK34 (9 Wo.)UK | US65 (5 Wo.)US | Erstveröffentlichung: Januar 1979        |
| 1979 | Kid Pretenders                                     | — | UK33 (8 Wo.)UK | — | Erstveröffentlichung: Juni 1979          |
| 1979 | Brass in Pocket Pretenders                         | — | UK1 Gold · (17 Wo.)UK | US14 (22 Wo.)US | Erstveröffentlichung: 9. November 1979   |
| 1980 | Talk of the Town Pretenders II                     | — | UK8 (8 Wo.)UK | — | Erstveröffentlichung: April 1980         |
| 1981 | Message of Love Pretenders II                      | — | UK11 (7 Wo.)UK | — | Erstveröffentlichung: 6. Februar 1981    |
| 1981 | Day After Day Pretenders II                        | — | UK45 (4 Wo.)UK | — | Erstveröffentlichung: 15. August 1981    |
| 1981 | I Go to Sleep Pretenders II                        | — | UK7 (10 Wo.)UK | — | Erstveröffentlichung: November 1981      |
| 1982 | Back on the Chain Gang Learning to Crawl           | — | UK17 (9 Wo.)UK | US5 (24 Wo.)US | Erstveröffentlichung: 17. September 1982 |
| 1983 | 2000 Miles Learning to Crawl                       | — | UK15 Platin · (39 Wo.)UK | — | Erstveröffentlichung: 18. November 1983  |
| 1983 | Middle of the Road Learning to Crawl               | — | UK81 (2 Wo.)UK | US19 (14 Wo.)US | Erstveröffentlichung: 18. November 1983  |
| 1984 | Show Me Learning to Crawl                          | — | — | US28 (13 Wo.)US | Erstveröffentlichung: März 1984          |
| 1984 | Thin Line Between Love and Hate Learning to Crawl  | — | UK49 (4 Wo.)UK | US83 (5 Wo.)US | Erstveröffentlichung: Mai 1984           |
| 1986 | Don’t Get Me Wrong Get Close                       | DE45 (8 Wo.)DE | UK10 Silber · (11 Wo.)UK | US10 (18 Wo.)US | Erstveröffentlichung: 22. September 1986 |
| 1986 | Hymn to Her Get Close                              | — | UK8 (13 Wo.)UK | — | Erstveröffentlichung: November 1986      |
| 1987 | My Baby Get Close                                  | — | UK84 (3 Wo.)UK | US64 (7 Wo.)US | Erstveröffentlichung: März 1987          |
| 1987 | If There Was a Man The Living Daylights (O. S. T.) | — | UK49 (6 Wo.)UK | — | Erstveröffentlichung: August 1987        |
| 1990 | Never Do That Packed!                              | — | UK81 (2 Wo.)UK | — | Erstveröffentlichung: Mai 1990           |
| 1994 | I’ll Stand by You Last of the Independents         | DE58 (10 Wo.)DE | UK10 Gold · (10 Wo.)UK | US16 (30 Wo.)US | Erstveröffentlichung: 11. April 1994     |
| 1994 | Night in My Veins Last of the Independents         | — | UK25 (5 Wo.)UK | US71 (8 Wo.)US | Erstveröffentlichung: Juni 1994          |
| 1994 | 977 Last of the Independents                       | — | UK66 (3 Wo.)UK | — | Erstveröffentlichung: Oktober 1994       |
| 1999 | Human ¡Viva el amor!                               | DE90 (4 Wo.)DE | UK33 (3 Wo.)UK | — | Erstveröffentlichung: 1999               |
| 1999 | Popstar ¡Viva el amor!                             | — | UK97 (1 Wo.)UK | — | Erstveröffentlichung: 1999               |
| 2003 | You Know Who Your Friends Are Loose Screw          | — | UK84 (1 Wo.)UK | — | Erstveröffentlichung: 2003               |

Weitere Singles
- 1980: Precious
- 1981: The Adultress
- 1981: Louie Louie
- 1982: My City Was Gone
- 1984: Time the Avenger
- 1984: Thumbelina
- 1987: Room Full of Mirrors
- 1987: Where Has Everybody Gone?
- 1988: Windows of the World
- 1990: Hold a Candle to This
- 1990: Sense of Purpose
- 1994: I’m Not in Love
- 1994: Money Talk
- 1999: Loving You Is All I Know
- 2003: Saving Grace
- 2003: The Losing
- 2008: Boots of Chinese Plastic
- 2008: Love’s a Mystery
- 2008: Break Up the Concrete
- 2016: Holy Commotion
- 2017: Let’s Get Lost
- 2017: Gotta Wait
- 2020: The Buzz
- 2020: You Can’t Hurt a Fool
- 2020: Hate for Sale
- 2020: Didn’t Want to Be This Lonely
- 2023: Let the Sun Come In

### Videoalben
- 1995: The Isle of View
- 2003: Loose in L.A.
- 2005: 20 Years Ago Today – Live Aid
- 2010: Live in London
- 2019: Pretenders and Friends

## Auszeichnungen für Musikverkäufe
| Goldene Schallplatte - Argentinien - 2000: für das Album Greatest Hits - Australien - 1994: für die Single I’ll Stand by You - Belgien - 2007: für das Album Greatest Hits - Frankreich - 1993: für das Album The Singles - 1995: für das Album Last of the Independents - Neuseeland - 1980: für das Album Pretenders - 1987: für das Album Get Close - Niederlande - 1980: für das Album Pretenders - Spanien - 2004: für das Album Pretenders - 2006: für das Album Greatest Hits - 2024: für die Single Don’t Get Me Wrong - 2024: für die Single I’ll Stand by You | Platin-Schallplatte - Australien - 2005: für das Album Greatest Hits - Neuseeland - 1999: für das Album The Singles - 2021: für die Single Brass in Pocket - Spanien - 1999: für das Album Get Close - 1999: für das Album The Singles 2× Platin-Schallplatte - Australien - 1996: für das Album The Singles - Neuseeland - 2009: für das Album Greatest Hits |

Anmerkung: Auszeichnungen in Ländern aus den Charttabellen bzw. Chartboxen sind in ebendiesen zu finden.
| Land/RegionAuszeichnungen für Musikverkäufe (Land/Region, Auszeichnungen, Verkäufe, Quellen) | Silber     | Gold       | Platin       | Verkäufe  | Quellen                                                        |
| -------------------------------------------------------------------------------------------- | ---------- | ---------- | ------------ | --------- | -------------------------------------------------------------- |
| Argentinien (CAPIF)                                                                          | —          | Gold1      | —            | 30.000    | capif.org.ar (Memento vom 20. August 2011 im Internet Archive) |
| Australien (ARIA)                                                                            | —          | Gold1      | 3× Platin3   | 245.000   | aria.com.au                                                    |
| Belgien (BRMA)                                                                               | —          | Gold1      | —            | 25.000    | ultratop.be                                                    |
| Frankreich (SNEP)                                                                            | —          | 2× Gold2   | —            | 200.000   | infodisc.fr snepmusique.com                                    |
| Neuseeland (RMNZ)                                                                            | —          | 2× Gold2   | 4× Platin4   | 87.500    | aotearoamusiccharts.co.nz                                      |
| Niederlande (NVPI)                                                                           | —          | Gold1      | —            | 50.000    | nvpi.nl                                                        |
| Spanien (Promusicae)                                                                         | —          | 4× Gold4   | 2× Platin2   | 360.000   | elportaldemusica.es                                            |
| Vereinigte Staaten (RIAA)                                                                    | —          | 4× Gold4   | 2× Platin2   | 4.000.000 | riaa.com                                                       |
| Vereinigtes Königreich (BPI)                                                                 | 4× Silber4 | 8× Gold8   | 4× Platin4   | 3.140.000 | bpi.co.uk                                                      |
| Insgesamt                                                                                    | 4× Silber4 | 24× Gold24 | 15× Platin15 |           |                                                                |